# Rev (Askeran)
Rev (in armeno Ռև ?) o Shalva (in azero Şəlvə) è una piccola comunità rurale del distretto di Xocalı in Azerbaigian, facente parte fino al 2023 della regione di Askeran nella repubblica di Artsakh (fino al 2017 denominata repubblica del Nagorno Karabakh).
Nel 2005 contava poco più di cento abitanti e sorge, nella parte settentrionale della regione, prossima alla strada che collega la capitale Step'anakert a Martakert, non lontana dal monastero di Berdavank.

## Monumenti e luoghi d'interesse
Tra i siti del patrimonio storico presenti nel villaggio e nei suoi dintorni vi sono un cimitero del XVIII/XIX secolo, la chiesa di Santo Stefano (armeno: Սուրբ Ստեփանոս եկեղեցի, Surb Stepanos Yekeghetsi), costruita nel 1894, e un monumento a sorgente del XIX secolo.